# Kajmanka supí
Kajmanka supí (Macrochelys temminckii) je želva patřící do čeledi kajmankovitých, která má pouze dva rody se dvěma druhy. Vyznačují se malým spodním štítem (plastronem) ve tvaru kříže a ocasem delším než polovina těla. Hlava i končetiny jsou kryty štítky. Kajmanka supí žije v jihovýchodní části USA, především na řece Mississippi a jejích přítocích. Její svrchní krunýř bývá dlouhý až 70 cm a celková délka této statné želvy může být 40 až 80 cm. Hmotnost vzrostlých jedinců se pohybuje kolem 100 kg. Hlava kajmanky je obrovská, s mohutnými čelistmi; hákovitá horní čelist připomíná dravčí zobák.

## Lov

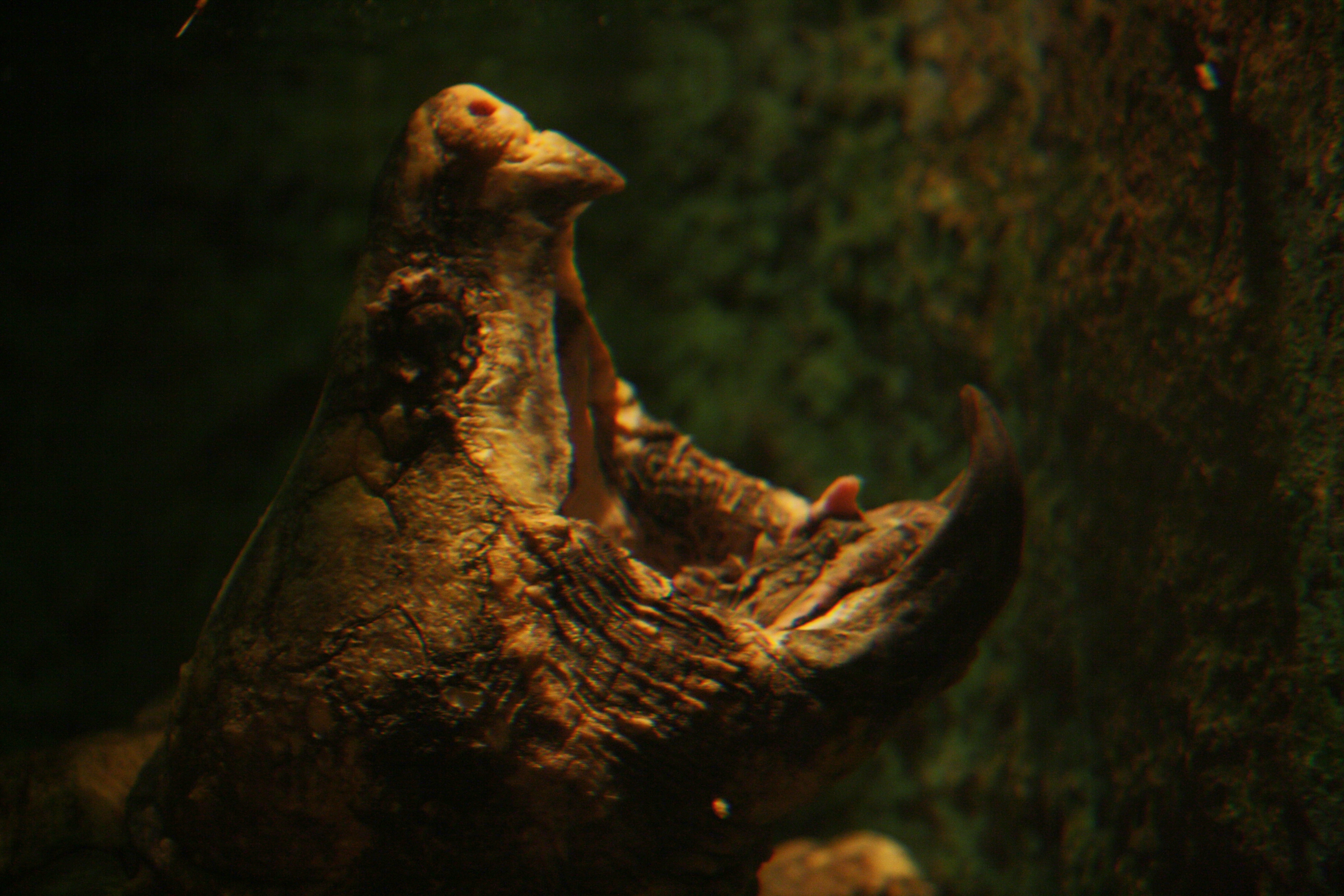
Kajmanka číhající na kořist

Ve dne leží kajmanka supí nehybně na bahnité mělčině a vypadá jako hrbolatý kámen. Číhá-li pod vodou na kořist, otevře do široka čelisti a mezi nimi pohybuje červeně zbarveným jazykem, který připomíná červa. Je to výborné vnadidlo pro ryby. Jakmile ryba lapne po domnělé kořisti, želva sklapne čelisti a kořist pozře. Teprve nedávno vědci zjistili, že v noci kajmanka aktivně plave a loví ryby, korýše a dokonce i jiné druhy želv. Kajmanka supí nepohrdne ani jinými obratlovci a místy napáchá značné škody na malých kachňatech. Svými čelistmi může být nebezpečná i člověku a vzrostlý jedinec může člověku dokonce "ucvaknout" prst.
Živí se i mršinami a v menší míře konzumuje i rostlinnou potravu.

## Rozmnožování a doba dožití
Samice kajmanky supí v době kladení vajec vylézají na břeh a snůšku 17 až 44 vajec kladou do mělkého dolíku, který pak pečlivě zahrabou. Mláďata se líhnou za 100 až 108 dní a po vyklubání se hned uchylují do mělké vody při březích. Kajmanka supí se dožívá stáří přes 50 let. V mnohých krajích lidé tyto želvy chytají a prodávají na trzích. Také vejce jsou pokládána za pochoutku. Kajmanky dobře snášejí zajetí, a proto je můžeme vidět v zoologických zahradách, kde žijí mnoho let.

## Chov v zoo
V rámci evropských zoo je chována přibližně v osmi desítkách zařízení. V rámci Unie českých a slovenských zoologických zahrad již chována není. Nachází se však také ve čtyřech dalších zoo: Zoo Dvorec, Zoo Plasy, Krokodýlí zoo Protivín a Bioparku Teplice.

### Chov v Zoo Praha
První dva jedinci přišli do Zoo Praha v letech 1955, resp. 1956 a žili v ní přes čtyři desítky let. V roce 1995 se podařilo získat samici ze zoo v Kolíně nad Rýnem a o rok později ze švýcarské Zoo Zürich. Roku 2006 byl ze Zoo Brno dovezen samec. O čtyři roky později (2010) se vylíhla první dvě mláďata. Třetí mládě přišlo na svět v roce 2012. Ke konci roku 2017 byl chován samec a dvě samice.
Roku 2019 byl chov kajmanek supích v zoo Praha ukončen a jejich expozice v pavilonu Terárium při Rezervaci Bororo v někdejším pavilonu velkých savců upravena pro chov vodnic posvátných.

## Ohrožení
Kajmanky patří k druhům, ohrožovaným ve volné přírodě lidskou civilizací. Její maso je poměrně chutné a je o něj zájem zejména na asijských trzích.